# Paroplia semivestita
Paroplia semivestita är en skalbaggsart som beskrevs av Leon Fairmaire 1903. Paroplia semivestita ingår i släktet Paroplia och familjen Melolonthidae. Inga underarter finns listade i Catalogue of Life.